# منتخب الفلبين لاتحاد الرغبي للسيدات
منتخب الفلبين لاتحاد الرغبي للسيدات هو ممثل الفلبين الرسمي في المنافسات الدولية في اتحاد الرغبي .

## وصلات خارجية
- الموقع الرسمي